# Louise Thérèse de Montaignac
Louise-Thérèse de Montaignac de Chauvance (14 mai 1820 - 27 juin 1885) est une religieuse française, fondatrice des Oblates du Cœur de Jésus. Elle a passé la plus grande partie de sa vie à Montluçon.

## Enfance
Louise est née au Havre le 14 mai 1820 dans une famille profondément chrétienne. Elle est la fille de Raymond Aimé de Montaignac de Chauvance (1778-1853), receveur des contributions indirectes, et d'Anne de Raffin de La Raffinie (1788-1857). Louise de Montaignac, cinquième de six enfants, découvre l’Amour de Dieu en famille. Après une bêtise, de nature sensible, elle s’excuse en disant : « Pardonnez-moi, je vous aimerai tant ». À 7 ans, elle est profondément marquée par la pauvreté d’une crèche : « je compris le touchant mystère d’un Dieu enfant, pauvre et souffrant… et je commençai à l’aimer ».
Après de brèves années de pensionnat où Louise est très malheureuse, elle reçoit à Nevers chez sa tante maternelle et marraine, Madame de Raffin, une profonde formation humaine, chrétienne et spirituelle. Louise apprend les quatre Évangiles pour se préparer à sa première communion. À 13 ans, celle-ci la transforme : d’étourdie, elle devient calme et réfléchie, au point de devoir faire des efforts pour ne pas paraître recueillie en public ! « Depuis ma première communion je suis toujours restée sous l’action divine », confie-t-elle cinquante ans après.
Adolescente, elle se passionne pour les écrits de Thérèse d’Avila ; en 1861, elle ajoute le prénom de Thérèse au sien. Le soir, après des journées bien remplies, elle aime prier et louer avec les psaumes de David en contemplant la Loire. Une amitié spirituelle l’unit à sa tante qui lui fait connaître le vœu au Sacré-Cœur par l’intermédiaire du couvent des Oiseaux de Paris (congrégation de Notre-Dame).

## Vocation, œuvres
Le 8 septembre 1843, Louise prononce son vœu : don total de soi pour répondre à l’Amour de Dieu et le faire connaître et aimer. « Le vœu au Sacré-Cœur a fait ma vie, il a fait la Pieuse Union », dit-elle des années plus tard,.
En regardant l’état de la France après la Révolution française, à l’aube de la naissance du monde industriel, sa tante conçoit en 1844 un plan pour raviver l’esprit de foi et agir sur la société qui oublie l’Amour de Dieu car la science lui sert de dieu. Elle entrevoit un réseau de femmes unies entre elles par la dévotion au Sacré-Cœur et influentes sur leur milieu pour le pénétrer des valeurs évangéliques. Malheureusement, elle ne peut le réaliser car elle décède peu de temps après (1845) et laisse Louise héritière de son projet. De ce fait, Louise renonce à entrer au Carmel sur les conseils de son directeur spirituel, Jean-Joseph Gaume,.

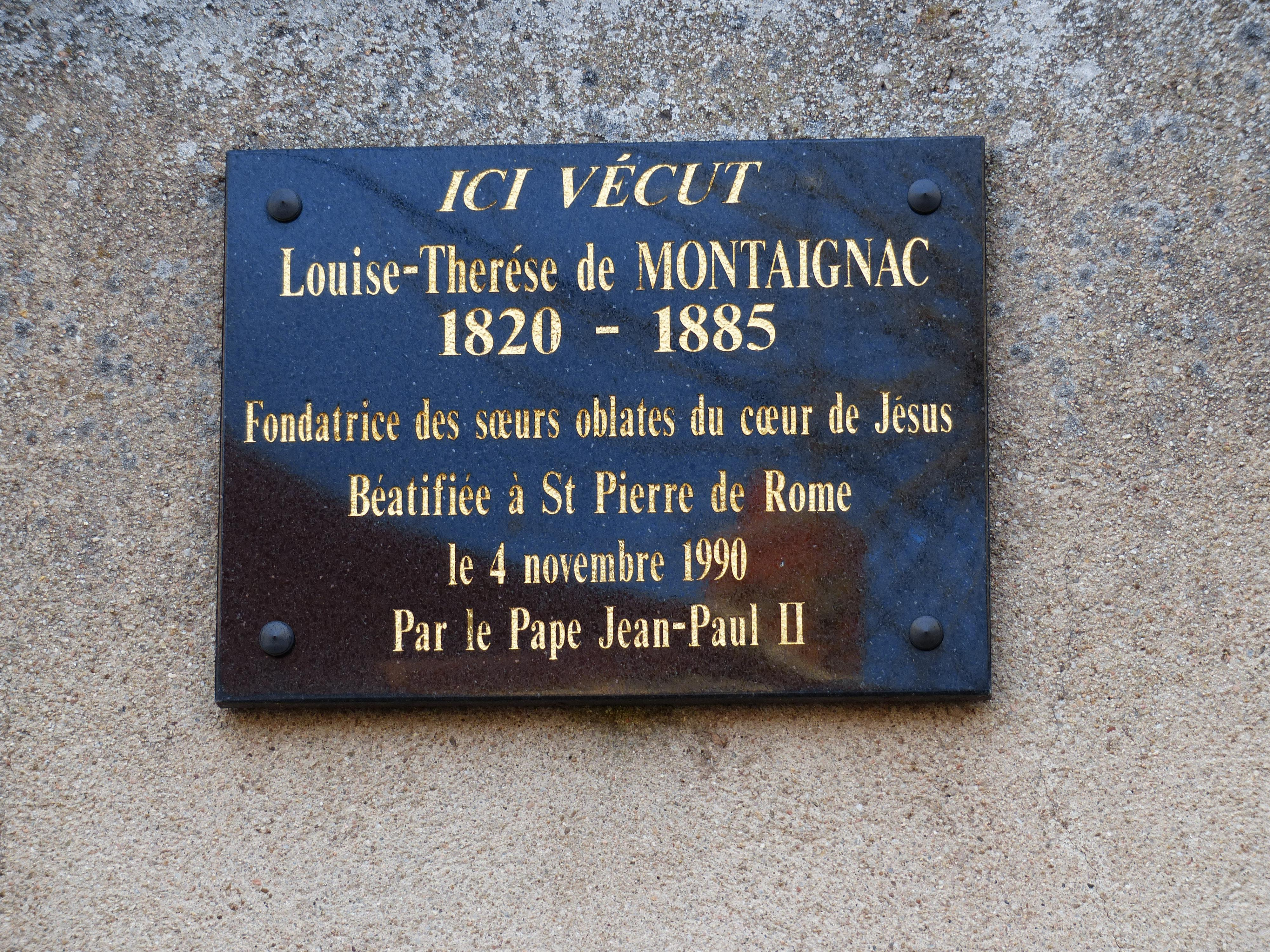
Plaque apposée en 1991 pour commémorer le souvenir de Louise Thérèse de Montaignac à Estivareilles.

Originaire du Bourbonnais, Louise vient habiter avec sa famille à Montluçon en 1848 et y réalise diverses activités et œuvres avec les personnes qui se joignent à elle. Elle est touchée par la misère des orphelines et crée dès 1852 un orphelinat d’inspiration chrétienne. Elle s’engage dans la congrégation d’Enfants de Marie et se dévoue avec ses amies auprès de familles d’ouvriers (visites, catéchismes...). Elle fonde l’œuvre des églises pauvres pour aider à l’aménagement et l’ornementation des églises de campagne (confection d’ornements…).
Elle instaure l’Adoration réparatrice à Montluçon et fait édifier de 1862 à 1864 une chapelle consacrée à rappeler l’Amour du Cœur de Jésus. À la suite de sa tante, elle porte le souci de la formation de la vocation de prêtre : elle crée l’Œuvre des Samuels, où un enseignement primaire solide est dispensé avec une vie de foi profonde afin de permettre à de jeunes garçons d’entrer au petit séminaire s’ils le désirent.
Nommée secrétaire générale de l’Apostolat de la Prière en 1875, Louise-Thérèse entretient une abondante correspondance spirituelle malgré sa maladie qui l’empêche de se déplacer. À l’âge de 22 ans, elle a ressenti les premières atteintes d’une tuberculose osseuse, quelques cures (Néris-les-Bains) l’ont un peu soulagée et lui ont permis de nouer des relations importantes.
Elle est proche des mères de famille, car elle a assumé l’éducation de ses trois neveux et nièces au décès de sa sœur, Marie Anne Félicité (1818-1863), et de son beau-frère, Jules Le Jumeau de Kergaradec (1813-1861).
Peu à peu, les œuvres se répandent dans le diocèse de Moulins et dans d’autres régions de France.

## Fondation des Oblates du Cœur de Jésus
En même temps que Louise-Thérèse agit pour faire connaître et aimer le Cœur de Jésus, fidèle à son vœu, elle tente pendant vingt ans de réaliser le projet de sa tante de constituer une association de femmes chrétiennes, unies étroitement entre elles par la dévotion au Sacré-Cœur, priantes et agissantes.
Sur les conseils de ses directeurs spirituels dont des jésuites, des essais d’affiliation sont réalisés avec les sœurs de l'Adoration réparatrice de Théodelinde Bourcin-Dubouché (1854-1855), avec les Religieuses du Sacré-Cœur de Sophie Barat (1860-1864), avec les Missionnaires du Sacré-Cœur d’Issoudun (1865-1874).
En 1874, la Pieuse Union des Oblates du Sacré-Cœur naît avec les premières règles de vie approuvées par l’évêque de Moulins. Elle regroupe des oblates vivant seules ou en famille (oblates de réunion et dames agrégées) et des oblates vivant en communauté (oblates professes),.
Élue supérieure générale en 1880, Louise-Thérèse poursuit la rédaction des Constitutions et la formation des oblates. Maîtresse de vie spirituelle, ses conseils sont judicieusement adaptés aux personnes selon leur situation. Grâce à ses collaboratrices, dont elle demeure très proche par le cœur, de nouvelles maisons s’ouvrent à Paris, Montélimar, Lyon, après Montluçon et Paray-le-Monial (1878).
À l’évêque de Moulins qui lui dit : « je prêche le respect » au sujet des règles du jeûne eucharistique, elle répond spontanément : « moi, je prêche l’amour » !
Louise-Thérèse a vécu dans la souffrance physique, en raison de sa maladie, qui l'oblige à limiter progressivement ses déplacements, jusqu'à l'immobilité totale. Elle meurt le 27 juin 1885 à l'orphelinat du Sacré-Cœur. Son corps repose dans la chapelle de la Croix Verte à Montluçon.
La maison-mère de la congrégation des Oblates du Cœur de Jésus est située actuellement 8, place Louise-Thérèse de Montaignac, à Montluçon.

## Prière de Louise-Thérèse
« Ô Jésus

Vie éternelle

Dans le sein du Père

Vie des âmes faites à votre ressemblance

Au nom de votre Amour

Faites connaître

Révélez votre Cœur. »

## Béatification
Elle a été béatifiée par le Pape Jean-Paul II en 1990,. L’Église a reconnu en Louise Thérèse, « le modèle d’une foi profondément vécue et agissante », « l’exemple lumineux qui laisse entrevoir ce que peut faire une femme pour le bien de l’Église », « l’une des femmes les plus courageuses et entreprenantes pour l’expansion de la dévotion au Sacré-Cœur ».